# Saison 1997 de la Super League
Navigation
Édition précédente Édition suivante
La Saison 1997 de la Super League (connue pour des raisons de partenariats comme la « Stones Bitter Super League II ») est la seconde saison de cette compétition qui est le top-niveau du rugby à XIII européen. La compétition a pour équipes les onze équipes anglaises et une équipe française, le Paris Saint-Germain Rugby League.

## Classement
Classement final
|    | Team                | J  | G  | N | P  | Pp  | Pc  | PD   | Pts |
| -- | ------------------- | -- | -- | - | -- | --- | --- | ---- | --- |
| 1  | Bradford Bulls      | 22 | 20 | 0 | 2  | 769 | 397 | +372 | 40  |
| 2  | London Broncos      | 22 | 15 | 3 | 4  | 616 | 418 | +198 | 33  |
| 3  | St Helens           | 22 | 14 | 1 | 7  | 592 | 506 | +86  | 29  |
| 4  | Wigan Warriors      | 22 | 14 | 0 | 8  | 683 | 398 | +285 | 38  |
| 5  | Leeds Rhinos        | 22 | 13 | 1 | 8  | 544 | 463 | +81  | 27  |
| 6  | Salford Reds        | 22 | 11 | 0 | 11 | 428 | 495 | -67  | 22  |
| 7  | Halifax Blue Sox    | 22 | 8  | 2 | 12 | 524 | 549 | -49  | 18  |
| 8  | Sheffield Eagles    | 22 | 9  | 0 | 13 | 415 | 574 | -159 | 18  |
| 9  | Warrington Wolves   | 22 | 8  | 0 | 14 | 437 | 647 | -210 | 26  |
| 10 | Castleford Tigers   | 22 | 5  | 2 | 15 | 334 | 515 | -181 | 12  |
| 11 | Paris Saint-Germain | 22 | 6  | 0 | 16 | 362 | 572 | -210 | 12  |
| 12 | Oldham Bears        | 22 | 4  | 1 | 17 | 461 | 631 | -170 | 9   |

| Champions | Relegated |